# (13991) Kenphillips
(13991) Kenphillips est un astéroïde de la ceinture principale.

## Description
(13991) Kenphillips est un astéroïde de la ceinture principale. Il fut découvert le 17 mars 1993 à La Silla par le programme UESAC. Il présente une orbite caractérisée par un demi-grand axe de 2,40 UA, une excentricité de 0,20 et une inclinaison de 3,3° par rapport à l'écliptique.

## Compléments